# Нуар (литература)
Запрос «Чёрный роман» перенаправляет сюда; см. также «Готическая литература».

Обложка нуар-романа К.Адамса

Нуа́р (фр. noir — «чёрный» роман) — субжанр американской массовой литературы 1920-х — 1960-х годов, разновидность «крутого» (или «круто сваренного» (англ. hard-boiled fiction)) криминального романа. В основу жанра легли напряжённый сюжет и грубоватая манера повествования в духе Эрнеста Хэмингуэя и Джона Дос Пассоса (черта общая для «крутого» и «чёрного» романов). Однако в отличие от «крутого романа», где главным героем выступал персонаж, расследующий преступление (сыщик, журналист и т. д.), героем романа-нуар является, как правило, жертва, подозреваемый или преступник, то есть лицо, непосредственно вовлечённое в преступление, а не распутывающее историю со стороны
. Среди существенных признаков жанра нуар — жёсткий реализм изложения, цинизм, склонность персонажей к саморазрушению, обилие сленга, обязательная сексуальная линия в сюжете. Некоторые детали (появление роковых женщин, постоянное курение персонажей и др.) со временем стали литературным штампом этого направления.
Чёрный роман было принято относить к числу «низких» жанров. Советский литературовед Георгий Косиков, например, отзывается о нём как об «американской массовой беллетристической продукции, замешанной на жестокости и эротике, при этом умело спекулировавшей на острых социальных проблемах». В то же время роман-нуар расширял взгляды читателей середины XX века: «предлагая читателям несимпатичных героев с явно девиантной моделью поведения, то есть отклоняющихся от нормы, автоматически фиксировал эту норму со знаком „плюс“».
Появившись в конце 1920-х годов, к концу 1930-х нуар полностью сформировался как субжанр, однако он ещё не нашёл своего читателя. Преимущественно сочинения в жанре «нуар» публиковались в журналах, специализирующихся на «бульварном чтиве». Основным среди них был журнал «Чёрная маска» (англ. Black Mask). Кроме того, выходили отдельные издания в дешёвом варианте с мягкой обложкой (так называемые «paperback edition»). Настоящий «нуаровый бум» начался в 1950-е годы и продолжался до конца 1960-х. В этот период «чёрный роман» публиковался много, и часто в хороших изданиях.
Многие произведения в жанре «чёрного романа» стали основой для кинофильмов-нуар. При этом, несмотря на некоторые сходные черты, большинство исследователей подчёркивает существенные различия между понятием «нуар» в литературе и кинематографе, где «нуар» является скорее стилем, чем жанром.

## Происхождение термина
Первоначально термин «roman noir» возник во Франции и совпадал по значению с «крутым романом». С 1946 года «нуаром» стали называть определённую категорию фильмов.
Собственно в США термин «нуар» был перенесён киноведами в 1968 году (уже после заката как «чёрного романа», так и «чёрного фильма»). В 1984 году, когда началась волна переизданий романов 1930-х — 1950-х годов, это название было впервые применено к литературной разновидности этого жанра. Для американцев, в отличие от французов, «нуар» означал только определённую группу «круто сваренных» произведений, где героем был не детектив, а непосредственный участник событий.

## Представители жанра

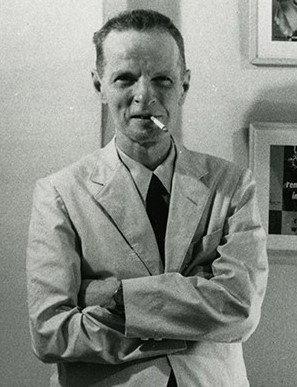
Корнелл Вулрич

«Отцом чёрного романа» иногда называют Корнелла Вулрича, автора многочисленных романов и рассказов, печатавшихся на протяжении 1930-х — 1950-х годов и впоследствии определённых как «нуар»
. Многие сочинения Вулрича были впоследствии перенесены на экран (причём далеко не все картины по Вулричу являются фильмами-нуар). Среди них такие известные фильмы, как «Человек-леопард» Ж. Турнёра, «Окно во двор» А. Хичкока, «Невеста была в чёрном» и «Сирена с Миссисипи» Ф.Трюффо.
У истоков направления лежат также произведения писателя и сценариста Уильяма Бернетта, опубликовавшего в 1929 году один из первых «чёрных романов» «Маленький Цезарь».
Кроме того, поскольку границы между «крутым детективом» и «нуаром» не всегда могут быть чётко определены, к основателям жанра также причисляют корифеев «крутого» романа Дэшила Хэммета, Рэймонда Чандлера и Джеймса М. Кейна.
Преподаватель английского языка и литературы Университета Квинс в Белфасте Эндрю Пеппер называет Росса Макдональда одним из трёх отцов-основателей крутого детектива, — все вместе, Хэммет, Чендлер и Макдональд стали литературными «отцами» крутого детектива. В жанре крутого детектива их фамилии зачастую ставятся критиками в один ряд — создаётся эдакий литературный триумвират, по которому меряют всех остальных авторов жанра, их современников, и тех, что пришли им на смену.
Главные герои-детективы Сэм Спейд, Филип Марлоу и Лью Арчер в равной степени известны каждому американскому книговеду и киноведу, так же как Микки Маус и Шерлок Холмс. Ни один из последующих частных сыщиков, не смог и не сможет повторить такого успеха, — отмечается у Бейкера и Нитцеля. Именно по этой причине книги Хэммета, Чендлера и Макдональда постоянно перепечатываются всё новыми и новыми тиражами. Их работы обсуждаются на семинарах и лекциях во всех Соединённых Штатах.
В 1946 году на волне успеха «чёрного романа» во Франции на литературную мистификацию решился писатель Борис Виан, выпустивший под псевдонимом «Вернон Салливан» нуар-роман «Я приду плюнуть на ваши могилы» и ещё ряд произведений. Роман за короткое время приобрёл огромную популярность, но разоблачение автора привело к крупному скандалу.